# Bronson M. Cutting
Bronson Murray Cutting, född 23 juni 1888 i Suffolk County, New York, död 6 maj 1935 i en flygolycka i Missouri, var en amerikansk republikansk politiker. Han representerade delstaten New Mexico i USA:s senat 1927-1928 och på nytt från 1929 fram till sin död.
Cutting utexaminerades 1910 från Harvard University. Han inledde 1912 sin karriär som publicist i Santa Fe, New Mexico. Han tjänstgjorde under första världskriget som USA:s militärattaché i London 1917-1918.
Senator Andrieus A. Jones avled 1927 i ämbetet och Cutting utnämndes till senaten fram till fyllnadsvalet följande år. Octaviano Ambrosio Larrazolo vann fyllnadsvalet och efterträdde Cutting som senator. Larrazolo bestämde sig dock av hälsoskäl att inte kandidera till en hel sexårig mandatperiod i senaten. Cutting valdes till den sexåriga mandatperioden och omvaldes 1934.
Flygplanet havererade när Cutting var på väg från Albuquerque till Washington, D.C.. Cutting brevväxlade med poeten Ezra Pound. Han var episkopalian och hans grav finns på Green-Wood Cemetery i Brooklyn.